# 6e groupe d'autos-mitrailleuses et autos-canons
Pour les articles homonymes, voir 6e groupe (unité militaire).
Le 6e groupe d'autos-mitrailleuses et autos-canons (ou 6e GAMAC), constitué début octobre 1914, est l'un des 17 groupes d'autos-mitrailleuses et autos-canons, petites unités d'artillerie légère mobile mises à disposition de l'armée française pendant la campagne contre l'Allemagne.

## Création, dénominations et affectations
Créé début octobre 1914 par le général Gallieni, gouverneur militaire de Paris, le 6e groupe d'autos-canons de la Marine est initialement affecté à l'état-major du 2e corps de cavalerie, ou  corps de Mitry qui le transfère rapidement à la 7e division de cavalerie (DC). La 12e section est détachée fin octobre à la 5e division de cavalerie aux ordres de laquelle elle reste jusqu'en avril 1915. Le 6e groupe d'autos-canons est dissous à Boulogne-sur-Seine début mai 1916 en tant qu'unité de Marine et reconstitué comme unité de cavalerie à la fin de ce mois. Le 25 mai 1916, le 6e GAMAC retrouve la 7e DC à laquelle il reste rattaché organiquement jusqu'à son transfert le 4 novembre 1917 à la 6e division de cavalerie, où il remplace le 5e GAMAC, dissous. En décembre 1918, le 6e GAMAC, désormais en garnison à Versailles, est rattaché organiquement au 27e régiment de dragons, son unité de rattachement administratif depuis le 1er juillet 1916. Puis, il passe au 13e régiment de dragons à Melun en septembre 1919 avant de rejoindre l'armée du Levant fin janvier 1920. Il conserve cette affectation jusqu'à sa transformation en 8e escadron d'autos-mitrailleuses de cavalerie en octobre 1922.

## Historique des campagnes et batailles

### Campagne contre l'Allemagne
1914
Tandis que la 11e section prend un service de tranchées dans la région d'Ypres avec la 7e division de cavalerie, on ignore l'emploi des trois autos-canons de la 12e section, affectée à la 5e division de cavalerie, amputée depuis le 15 novembre de ses deux autos-mitrailleuses détachées au QG du GAN (Groupement des Armées du Nord) pour assurer la protection anti-aérienne du général Foch, avec leur personnel sous le commandement de l’enseigne de vaisseau Gouault, chef de section.
1915

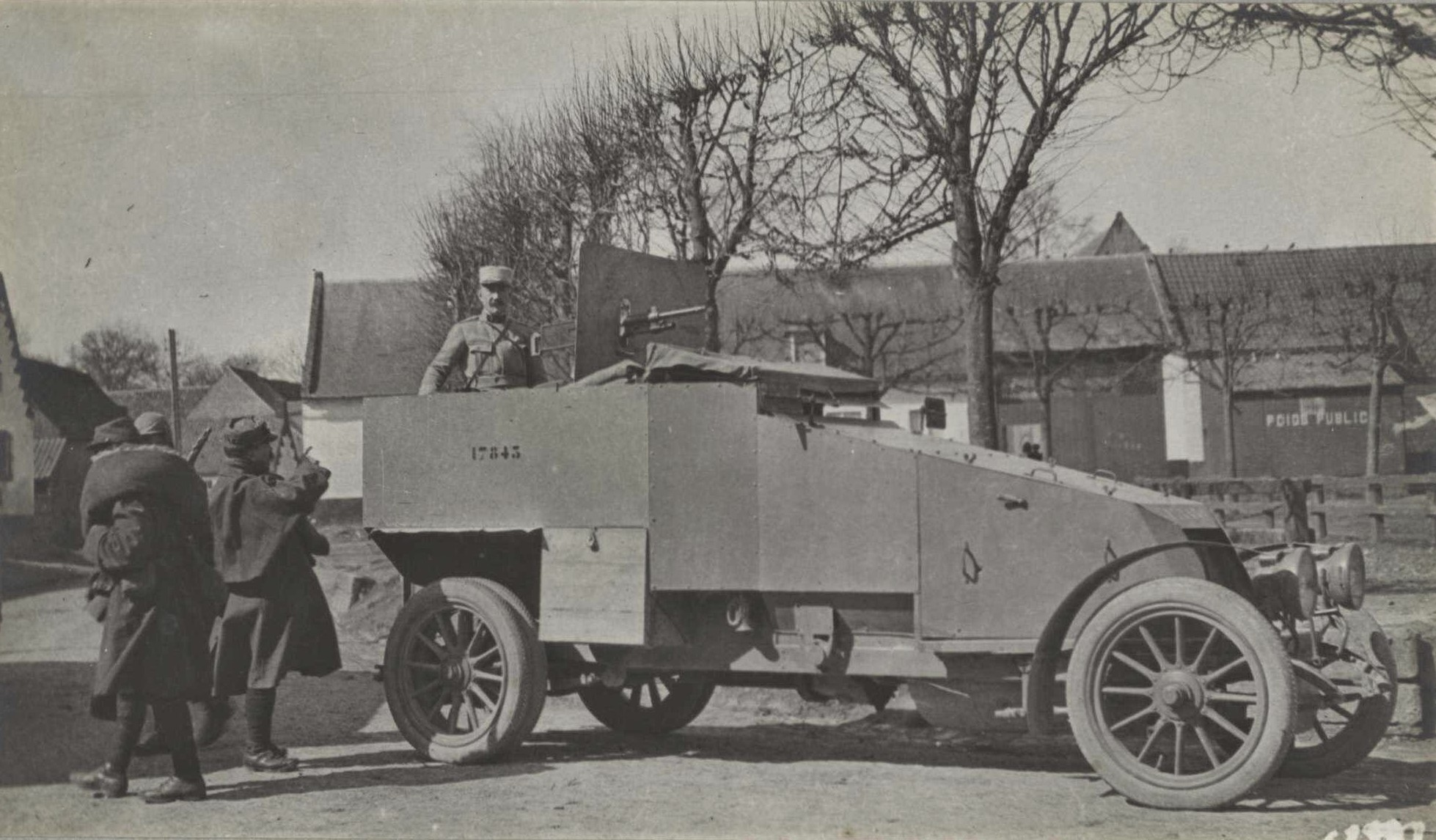
6e Gr. Lt Morel-Fation et AM Renault modèle 1914 Beaumetz-les-Loges.

- Des tranchées d'Ypres, la 11e section passe, via Beaumetz-les-Loges (Voir la photo ci-contre), à celles de Bailleulval, au sud-ouest d'Arras à la mi-février. Ce service se prolonge jusqu'à fin août lorsque la division est appelée dans la Marne où elle stationne en arrière du front dans plusieurs cantonnements à Vatry, Sommesous, Mailly[1].
- Le 6e groupe reconstitué dans son entier prend le 27 octobre 1915 un service de tranchées dans le secteur de la ferme des Marquises, à proximité de Reims.

1916
- Ce service aux tranchées se poursuit de janvier à avril 1916 avant le retour à Boulogne-sur-Seine pour la dissolution du groupe Marine.
- Après la reconstitution du groupe sous forme de GAMAC fin mai, reprise des services aux tranchées dans l'est de Reims à Prunay jusqu'au 8 juillet. Le groupe est alors envoyé au repos dans l'Oise près de Beauvais. Une des sections prend un service tranchées vers Le Quesnel (Somme) durant la deuxième quinzaine d'octobre. Un mouvement du groupe vers l'Aisne en plusieurs étapes amène l'une des sections aux tranchées de Soissons pour relever le 16e groupe durant la deuxième quinzaine de décembre.

1917

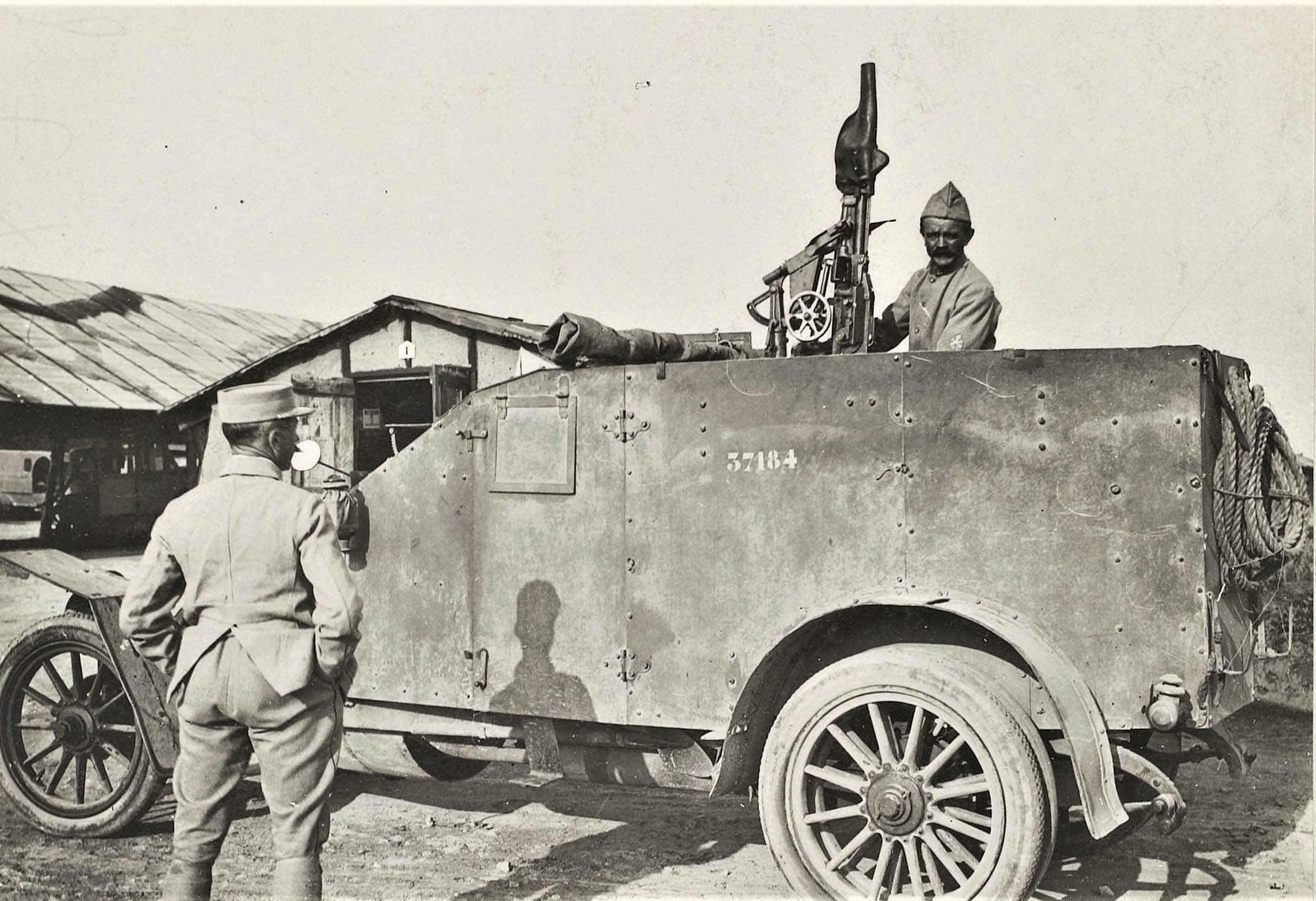
6e GR. AM en DCA Jonchery-sur-Vesle

- Le service de tranchées à Prunay se termine fin janvier. De janvier à mai le 6e groupe procède à plusieurs mouvements dans l'Est de la Marne sans être engagé.
- De juin à août il est employé dans les tranchées dans divers secteurs à proximité de Reims (Berméricourt et fort de la Pompelle), avant d'assurer une mission de DCA à partir de début septembre à Jonchery-sur-Vesle, QG de la 5e armée.
- Réaffecté à la 6e division de cavalerie, le groupe, par alternance de ses deux sections assure un petit service de tranchées dans un secteur de l'est de Reims jusqu'à la fin de l'année 1917.

1918
- Le service de tranchées se terminant le 13 janvier 1918, le 6e groupe se replie sur Sézanne jusqu'à fin février. Puis il passe les trois premières semaines de mars au château de Saran à Chouilly près d’Épernay avec les 3e, 4e, 8e, et 15e groupes.
- De là les cinq GAMAC se dirigent à l'est de Roye (Somme) pour y être engagés du 25 au 28 mars, puis à Orvillers (Oise) les 30 et 31 mars.
- Le 6e groupe participe à la 3e Bataille des Flandres durant la deuxième quinzaine d'avril[2], Bataille de l'Ourcq en juin[3], Bataille de Montdidier en août.
- À partir du 29 septembre, le 2e corps de cavalerie et tous ses GAMAC (3e, 4e, 6e, 8e, 9e, 10e, 15e et 17e GAMAC) gagnent Roeselare (Roulers) pour être engagés dans la Bataille de la Lys et de l'Escaut jusqu'à l'armistice.

### Après l'armistice en France
1918-1919
- Cinq jours après l'armistice, le 6e groupe fait mouvement par étapes en Belgique pendant une semaine, passe à Bruxelles et arrive à Versailles, garnison du 27e régiment de dragons, le 27 novembre 1918. Il y reste jusqu'à la mi-septembre 1919 pour être affecté au 13e régiment de dragons en garnison à Melun. Il suit alors une longue période d'instruction jusqu'à la fin de l'année afin d'être prêt à opérer au Liban.

### Au Levant
Le 6e groupe d'autos-mitrailleuses de cavalerie (AMC) est l'une des trois unités de ce type présentes dans cette région du Moyen-Orient dans l'après-guerre avec les 17e et 19e groupe d'autos-mitrailleuses de cavalerie.
Affecté à l'armée du Levant début janvier 1920, le 6e groupe AMC débarque à Beyrouth à la fin du mois, à la disposition du 1er régiment mixte de marche et de cavalerie du Levant. Mais ses trois sections vont opérer séparément au gré des missions des divisions au Liban et en Syrie. Ainsi, la 1re section du 6e groupe est mise à la disposition de la 3e division d'infanterie du Levant et contribue à la prise de Damas, où elle entre le 25 juillet 1920 après avoir forcé le passage bloqué par les troupes chérifiennes. Le détail des mouvements et des opérations des sections du 6e groupe n'ayant pu être que partiellement reconstitué, il n'est pas possible d'en livrer une synthèse autre que celle qui positionne ces petites unités en Syrie et au sud-Liban. Un des officiers du 6e groupe, le lieutenant de Foucaucourt, souligne combien la poussière et le sable nuisent aussi bien à la santé des soldats qu'à la disponibilité des blindés. Les pannes des véhicules sont fréquentes. Les pièces détachées manquent, rendant les véhicules inutilisables pendant plusieurs semaines consécutives.
En mars 1922, le 6e, le 17e et le 19e groupes d'AMC présents au Levant constituent le « groupement des unités d’AMC du Levant ». Lorsque les groupes d'AMC deviennent des escadrons d'autos-mitrailleuses, le 1er novembre 1922, cette unité supérieure devient le 7e groupe d'escadrons d'autos-mitrailleuses de cavalerie (EAMC).

## Commandants du6egroupe
- Période Marine[6].
  - Lieutenant de vaisseau Barthélemy Guiran (octobre 1914 - (février 1915).
  - Lieutenant de vaisseau Joseph Guyot de mars 1915 au 6 mai 1916.
- Période Cavalerie[7]
  - Capitaine Alexandre Mougel (25 mai 1916 - 16 juillet 1917).
  - Capitaine René Farcis (16 juillet 1917 - 29 décembre 1917).
  - Capitaine Elie de Galard-Terraube (12 février 1918 - 28 février 1920).
- À l'Armée du Levant[7]

Les sections du 6e groupe opèrent séparément sous le commandement de leurs chefs respectifs
- - Lieutenant Jacques Lemaigre-Dubreuil (15 janvier 1920 - 31 mars 1921).
  - Lieutenant Guy Alphonse Morel de Foucaucourt (10 juillet 1921 - après 1922).
  - Lieutenant Guillaume Weiser (8 juillet 1920 - 26 juillet 1921).

## Pertes du groupe en opérations
Les lacunes dans les sources ne permettent pas de dresser un état précis des pertes, blessés, morts après blessures ou maladies, tués, du 6e groupe, d'octobre 1914 au 11 novembre 1918. Les différentes sources citées en bibliographie ne permettent de dresser que la liste ci-dessous. Ces hommes ne sont certainement pas les seules victimes de la campagne contre l’Allemagne. En effet les « engagements AMAC » toujours violents se multiplient en 1918, surtout en octobre-novembre en Belgique et l’on ne peut pas penser que le 6e groupe n’ait perdu aucun combattant dans ces engagements. De même, aucune perte n'a été relevée au Liban et en Syrie.
| Grade              | Nom                 | Date de blessure/décès/disparition | Circonstance    |
| ------------------ | ------------------- | ---------------------------------- | --------------- |
| Maréchal-des-logis | Pierre Giraud       | Blessé le 3 juin 1917              | Tranchées       |
| Soldat             | Charles Delavigne   | Blessé le 3 juin 1917              | Engagement AMAC |
| Adjudant           | Arthur Lucien Dimey | Blessé le 29 mars 1918             | Engagement AMAC |
| Soldat             | Veillot             | Blessé le 27 juillet 1918          | Engagement AMAC |

On qualifie d'« engagements AMAC » des actions brèves (de quelques heures à 3 jours) et violentes qui exploitent toutes les qualités de ce type d'unité : mobilité, puissance de feu, audace et compétence des hommes.

## Distinctions et décorations
Le 6e Groupe mixte d’autos-mitrailleuses et d’autos-canons reçoit deux citations à l’ordre de l’armée :
- Citation à l'ordre de la 3e armée du 24 avril 1918 :

« A, sous les ordres du capitaine de Galard, combattu pendant cinq jours sans répit avec une opiniâtreté et un mordant admirables, luttant contre un ennemi très supérieur en nombre et permettant aux unités voisines d'accomplir leurs missions. A accompagné la contre-attaque d'un bataillon de zouaves permettant de ramener deux mitrailleuses allemandes. »

- Décision du maréchal de France, commandant en chef les armées de l'Est, du 17 décembre 1918 :

« Vrai type de groupe d'avant-garde : sous les ordres de son énergique chef, le capitaine de Galard, pendant la poursuite du 14 au 20 octobre 1918, en Belgique, a harcelé sans répit, des arrière-gardes ennemies. Précédant les avant-gardes de cavalerie avec une audace extrême, a rapporté des renseignements très utiles sur les positions allemandes, détruit par son action soudaine et rapide des nids de mitrailleuses. Le 19 octobre 1918, s'est avancé jusqu'aux abords immédiats de Vinkt, a détruit ou mis en fuite les mitrailleuses ennemies et a ouvert le passage aux escadrons d'avant-garde. »

Ces deux citations lui valent de recevoir le 15 janvier 1919, en même temps que le 8e GAMAC, la fourragère aux couleurs de la Croix de guerre, épinglée sur le fanion de chacun des groupes par le général Maistre lors d’une prise d'armes au camp de Satory près de Versailles.

## Personnalités ayant servi au sein du groupe
- Jean Charles Gobert de Briey de Landres (1875-1963), lieutenant de réserve, membre d'une famille aristocratique.
- Marie Joseph Victor Élie de Galard-Terraube (1875-1956), saint-cyrien, capitaine, porte le titre de comte, membre d'une lignée aristocratique, nombreuses citations, oncle de Geneviève de Galard, infirmière militaire, devenue célèbre par son courage lors de sa mission à Dien-Bien-Phu (Indochine) en 1954.
- Jacques Lemaigre Dubreuil (1894-1955), lieutenant, précédemment au 10e GAMAC dans le cadre de la mission en Roumanie, puis au 15e GAMAC de fin 1917 à mars 1919, cinq citations, industriel (Huileries Lesieur), résistant, assassiné en 1955.
- Paul Morel-Fatio (1875-après 1922), lieutenant de réserve, chef du secrétariat de la maison Panhard et Levassor en 1904, neveu de Léon Morel-Fatio, peintre de marine français.
- Guy Alphonse Morel de Foucaucourt (1897-après 1958), lieutenant, issu d'une famille de la noblesse française comptant nombre d'officiers dont son frère cadet Henri de Foucaucourt.

## Matériels
- Lors de sa constitution

En tant que groupe d'autos-canons de la Marine, le 6e groupe est équipé de six autos-canons sommairement blindés, construits sur un châssis Peugeot torpédo type 146, de 1913, muni de son moteur 18 HP et d'autos-mitrailleuses de fortune, une sur châssis Panhard et trois sur châssis Peugeot rapidement renvoyées à Vincennes pour être remplacées par des voitures Renault ED, type 1914, dotées d'une faible protection blindée, munies du même moteur.
- Dotation en blindés modèles 1915

Le 6e groupe reçoit les nouvelles modèles d'autos-canons à l'épreuve de la balle perforante allemande (dite balle S) le 26 janvier 1915. Les autos-mitrailleuses blindées modèle 1915 sont livrées en mai 1915. Ce n'est qu'en novembre 1917 qu'il peut échanger ses voitures non munies du système d'inversion de marche arrière Raulet-Dombret contre celles du 5e GAMAC récemment dissous et qui, elles, en sont toutes pourvues.
- Dotation en autos-mitrailleuse-canon White TBC

Appelé sur les théâtres d'opérations extérieurs, le 6e groupe a  été doté d'autos-mitrailleuse-canon construits selon les dessins et brevets de MM de Ségur et Lorfeuvre sur des châssis américains White TBC à la fin novembre 1918 à Versailles.
- Autres véhicules

Initialement doté de deux camions de ravitaillement Peugeot, le groupe reçoit deux camions supplémentaires Mors en juin 1915. Une deuxième voiture de liaison reçue en janvier 1916 rejoint la première fournie en mars 1915.